# Carl Jonas Love Almqvist
Carl Jonas Love Almqvist   (Adolf Fredriks parish, 28 de novembre de 1793 - Bremen, 26 de setembre de 1866), (també Carl Jonas Lovis Almquist;a la làpida Carl Jonas Ludvig Almquist) fou un escriptor, mestre, sacerdot, compositor i crític social suec.